# العنف بين الفصائل في ليبيا (2011–2014)
منذ نهاية الحرب الأهلية الليبية عام 2011، التي أطاحت بمعمر القذافي، وقعت أعمال عنف شملت مختلف الميليشيات وقوات أمن الدولة الجديدة. وتصاعد العنف إلى الحرب الأهلية الليبية الحالية في عام 2014.
وتشمل الميليشيات جماعات حرب العصابات، والإسلاميين، والميليشيات التي حاربت القذافي ولكنها رفضت إلقاء أسلحتها عندما انتهت الحرب في أكتوبر 2011. ووفقا لما ذكره بعض القادة المدنيين، تحولت هذه الميليشيات الأخيرة من مجرد تأخير تسليم أسلحتها إلى القيام على نحو نشط بتأكيد دور سياسي مستمر بوصفها «حارسة الثورة». وبعض أكبر الميليشيات وأكثرها تجهيزا جيدا يرتبط بالجماعات الإسلامية التي تشكل الآن أحزاب سياسية. وقبل نهاية الأعمال العدائية الرسمية بين القوات الموالية والمعارضة، وردت تقارير عن وقوع اشتباكات متفرقة بين الميليشيات المتنافسة، وعمليات القتل الانتقامية التي تقوم بها جماعات القصاص الأهلية.
في سبتمبر 2012، هاجم الإسلاميون مبنى قنصلية الولايات المتحدة في بنغازي، مما أدى إلى مقتل سفير الولايات المتحدة وثلاثة آخرين. وقد أثار ذلك احتجاجا شعبيا ضد الميليشيات شبه القانونية التي ما زالت تعمل ونتج عنها اقتحام العديد من قواعد الميليشيات الإسلامية من جانب المحتجين. وتلت حملة حكومية واسعة النطاق ل قمع الميليشيات غير الحكومية، مع قيام الجيش الليبي بمداهمة العديد من مقار الميليشيات غير القانونية حاليا وأمر بحلها.

## الأحداث

### 2011

#### نوفمبر
في 1 نوفمبر، اقتحمت مجموعة من المقاتلين المصابين بالتسمم مستشفى في طرابلس، وطالبت بتسليم مقاتل أصيب بجروح في وقت سابق من ذلك اليوم في اشتباك أسفر أيضا عن مقتل فرد آخر من أفراد الميليشيات. رفض الأطباء، وأجبرت ميليشيا طرابلس، المسؤولة عن أمن المستشفى، الزنتانيين على الرحيل، ولكن ليس قبل أن أطلقوا أعيرة نارية في المستشفى. وتلقت كلتا الجماعتين تعزيزات، واستمر القتال، الذي انطوى على رشاشات ثقيلة ومدافع مضادة للطائرات، لمدة ثلاث ساعات. ولم تحدث إصابات مباشرة نتيجة القتال، ولكن ثلاثة مرضى في المستشفى توفوا بسبب أسباب تتعلق بالإجهاد تتصل بالاشتباكات. وأصيب ثلاثة من مقاتلي طرابلس بجراح. وأفيد بأن القتال قد انتهى بعد توجيه نداءات من إمام محلي وكبار قادة من المجموعتين بالهاتف مع رجالهما.
وفي 8 نوفمبر، كان من الواضح أن البقايا الموالية كانت لا تزال نشطة أيضا في البلد، حتى بعد مرور أكثر من أسبوعين على هزيمتها، عندما حاولت قافلة موالية للقذافي عبور الحدود إلى النيجر، واعترضها جيش النيجر. وقُتل ثلاثة عشر من الموالين للحكومة وجندي واحد من النيجر.
وفي الفترة ما بين 8 و12 نوفمبر، اندلع قتال على نطاق واسع بين الزاوية وطرابلس بين ميليشيا تقع مقارها في الزاوية وجماعة من قبيلة ورشفانة. واتهمت جماعة الزاوية معارضيها بالانتماء إلى فلول الولاء، وأفادوا بأنهم شاهدوا الدبابات والمركبات التي تحمل العلم الأخضر لحقبة القذافي والعلامات التي تشير إلى «لواء الشهيد معمر القذافي». ونفت ورشفانة ذلك وقالت إن رجال الزاوية ضللوا من شائعة أن مقاتلي القذافي كانوا في المنطقة. وتركز القتال حول قاعدة إماية العسكرية المواليه السابقة وتنافس الجانبان على السيطرة. وقد استخدمت قاذفات صواريخ غراد في بعض الأحيان أثناء هذه الاشتباكات. قتل 9 إلى 12 من مقاتلي الزاوية و9 من المقاتلين التابعين لورشفانة.
في 23 نوفمبر، تم نصب كمين لقوة ميليشيا في بني وليد بعد إرسالها هناك لاعتقال مؤيد معروف للقذافي. 15 من عناصر الميليشيا قتلوا. وأبلغ الناجون عن إطلاق الرصاص عليهم وإصابتهم بالقنابل اليدوية والصواريخ من المنازل بعد أن وجدوا كل الطرق قد تم سدها. وفقا لتقرير آخر، بدأ القتال بعد مطاردة عالية السرعة مع سيارة مشبوهة التي توفي فيها أحد الموالين للقذافي. وبحسب ما ورد، توفي مدني أيضاً أثناء القتال.

#### ديسمبر
في أوائل ديسمبر، هاجمت مجموعة من المسلحين الزنتانيين قافلة أحد كبار ضباط الجيش، وهو الجنرال خليفة حفتر، بينما يمر بأقصى سرعة عبر نقطة تفتيش أقامتها المجموعة. في حادث منفصل، اندلع إطلاق النار بين الجيش ولواء الزنتان في مطار طرابلس الدولي. في 16 ديسمبر، قال حفتر إن مجموعة مسلحة اختطفت ابنه بلقاسم واحتجزته في المطار.
وفي 6 ديسمبر، أعلنت الحكومة الليبية المؤقتة أنه عقب إجراء مشاورات مع المجلس المحلي في طرابلس، أعطت الميليشيا التي بقيت في العاصمة حتى نهاية ديسمبر لتسليم الأمن للسلطات. وقال مسؤولون إن سكان طرابلس سيقيمون مسيرات لدعم مبادرة تخليص المدينة من الأسلحة والمقاتلين من خارج المدينة. إذا لم تكن الميليشيات قد انسحبت قبل 20 ديسمبر، فإن السلطات والجمهور يعتزمون إغلاق المدينة أمام حركة المرور. بحلول يناير 2012، قام المتمردون السابقون بتفكيك معظم نقاط تفتيشهم، بينما لا تزال بعض القواعد الرئيسية موجودة.

### 2012

#### يناير
في 3 يناير، قُتل أربعة مقاتلين في تبادل لإطلاق النار في طرابلس فيما حاول عشرات من مقاتلي مصراتة الاستيلاء على مجموعة من السجناء المحتجزين في مجمع أمني من قبل ميليشيات طرابلس. ووفقاً لتقرير آخر، كان هناك إطلاق نار منفصلان وكان عدد القتلى سبعة. ردا على الحادث، حذر رئيس المجلس الوطني الانتقالي مصطفى عبد الجليل من أن ليبيا قد تنزلق إلى حرب أهلية إذا لم تكن الميليشيات المتنافسة تحت السيطرة.
وفي 14 يناير، قُتل اثنان من المقاتلين وجُرح 36 نتيجة للاشتباكات بين الميليشيات من بلدتي غاريان والأصابعة المجاورتين. وأفادت التقارير بأن المدفعية والصواريخ استخدمت خلال الاشتباكات. في 15 يناير، تبادلت الجماعات المتنافسة السجناء ووافقت على وقف إطلاق النار. وفقا للسلطات، قتل 12 شخصا وأصيب 100 بجروح من كلا الجانبين. في الأيام التي سبقت القتال، قُبض على عز الدين الغول، قائد الأصابعة المكلف بالعمل في غريان، وتعرض للتعذيب حتى الموت على أيدي أفراد ميليشيا غريان. تم إيداع جثته بشكل مجهول في مستشفى في طرابلس.
في 20 يناير، توفي السفير الليبي السابق في فرنسا بعد أقل من يوم من اعتقاله من قبل ميليشيا في طرابلس. قالت هيومن رايتس ووتش في 3 فبراير إن العلامات على جثة عمر بريبش تشير إلى أنه توفي نتيجة للتعذيب أثناء احتجازه.
وفي 22 يناير، اندلع اشتباك جديد في طرابلس عندما حاول مقاتلو المجلس الوطني الانتقالي اعتقال سجين سابق، وجهت إليه تهمة القتل، وقد أطلقت سراحه حكومة القذافي في بداية الحرب الأهلية في العام الماضي. ولجأ هو وأخوه إلى ملجأ في منزلهما وفتحا النار على الميليشيا بقذائف آر بي جي وأسلحة آلية. وقتل الأخوان وكذلك أحد مقاتلي المجلس الوطني الانتقالي وأصيب خمسة من رجال الميليشيا.
في 26 يناير، أعلنت منظمة المساعدات الإنسانية غير الحكومية أطباء بلا حدود، التي كانت موجودة في مصراتة منذ أبريل 2011، أثناء الحرب الأهلية الليبية، تعليق أعمالها في مراكز الاحتجاز في المدينة، حيث تعرض المحتجزون للتعذيب وحُرموا من الرعاية الصحية العاجلة. صرح السيد كريستوفر ستوكس، المدير العام لمنظمة أطباء بلا حدود، بما يلي: «تم إحضار المرضى أمامنا في منتصف الاستجواب للحصول على الرعاية الطبية، وذلك لجعلهم يصلحون لمزيد من الاستجواب. دورنا هو توفير الرعاية الطبية لضحايا الحرب ووالمعتقلين المرضى، وليس علاج نفس المرضى مرارا وتكرارا بين جلسات التعذيب». وقد وصفت منظمة العفو الدولية قبل يومين «التعذيب وسوء المعاملة على نطاق واسع ضد المقاتلين والموالين للقذافي»، مع وفاة العديد من المعتقلين في ليبيا في الأسابيع السابقة.
وفي 14 يونيو حدثت اشتباكات بين ابناء المشاشية وسرايا وكتائب من الزنتان و الزاوية وصرمان، سببها ادعاء مليشيات الزنتان بوجود المدعو خميس القذافي داخل مدينة الشقيقة وكما نفت قوات المشاشية انه لايوجد كتائب موالية لخميس القذافي داخل المدينة وهو ادعاء كاذب من مليشيات الزنتان للهجوم على المدينة والإستيلاء عليها، حيث بدؤا الهجوم على مدينة الشقيقة وقصفها بالمدفعية الثقيلة والغاز المحرم دولياً، وكان رد قوات المشاشية هوا الدفاع على مدينتهم بأي وسيلة كانت، وقد استمرت الاندلاعات والاشتبكات لمدة اربعة ايام وانتهت بخسائر من كلا الطرفين، وكان قائد الهجوم على المدينة يدعى مختار الاخضر احد مليشيات الزنتان.